# Metropolia di Omsk

Mappa dell'oblast' di Omsk.

La metropolia di Omsk (in russo Омская митрополия?) è una delle province ecclesiastiche che costituiscono la Chiesa ortodossa russa.
Istituita dal Santo Sinodo il 6 giugno 2012, comprende l'intera oblast' di Omsk nel circondario federale della Siberia.
È costituita da 4 eparchie:
- Eparchia di Omsk
- Eparchia di Isil'kul'
- Eparchia di Kalačinsk
- Eparchia di Tara

Sede della metropolia è la città di Omsk, il cui vescovo ha il titolo di "Metropolita di Omsk e Tavričeskoe".